# Fundición de Val d'Osne
La fundición de arte de Val d'Osne, situada en Val d'Osne, en las afueras de la comuna de Osne-le-Val (Haute-Marne), fue una fundición de arte francesa.
Los talleres, creados en 1836 por Jean-Pierre-Victor André para fabricar mobiliario urbano y fundición decorativa, se convirtieron rápidamente en el mayor productor de fundición artística de Francia, hasta principios del siglo XX. Su actividad cesó en 1986.
La empresa cambió de nombre muchas veces a lo largo de su historia. : Barbezat & Cie (1855), Sociedad anónima de altos hornos y fundiciones artísticas de Val d'Osne, Sociedad anónima de establecimientos metalúrgicos A. Durenne y de Val d'Osne (o Durenne Val d'Osne, 1931), General de hidráulica y mecánica (1971).

## Historia

### Los inicios

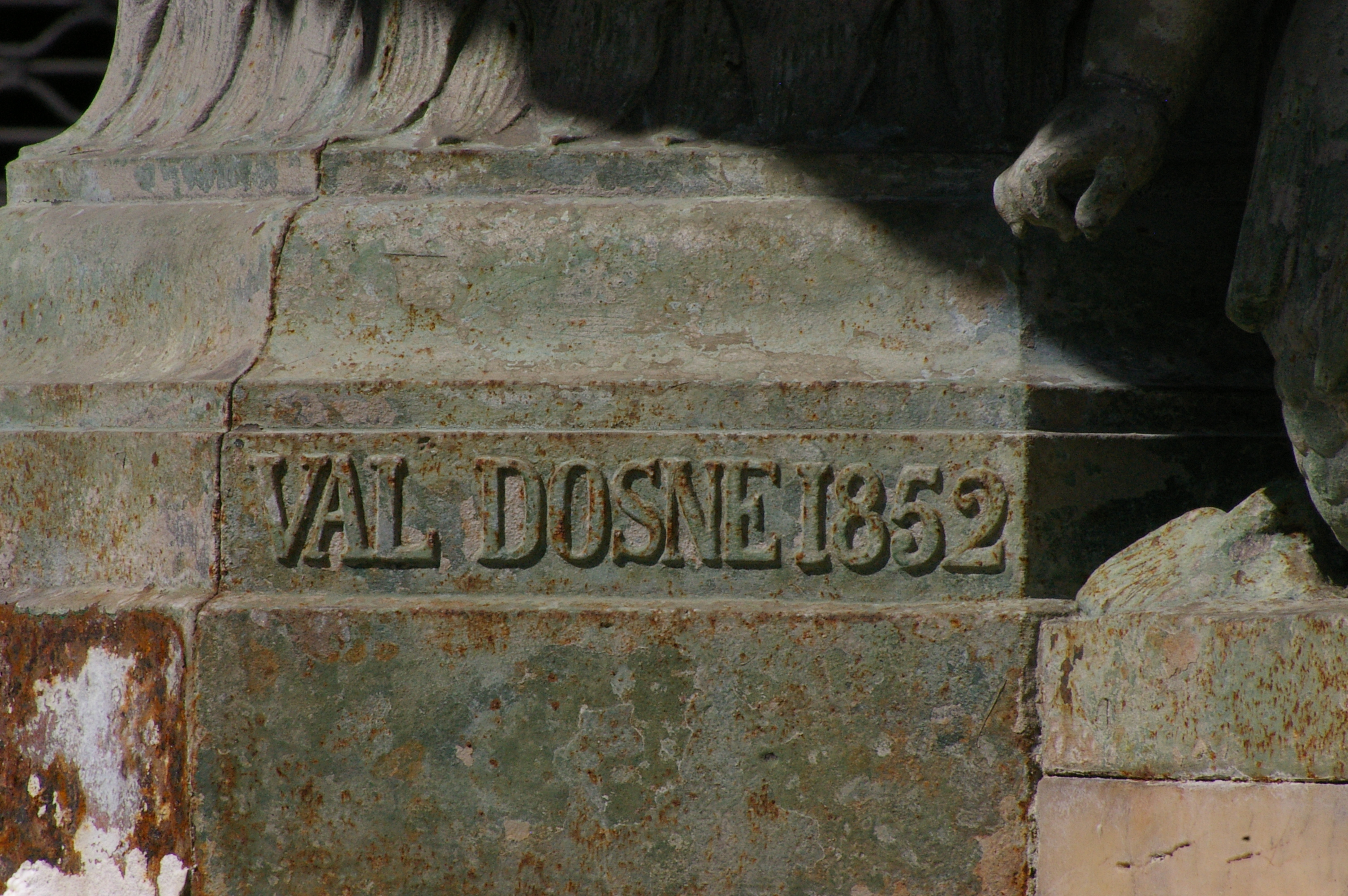
Firma de la fundición de Val d'Osne en la fuente de la plaza Salengro en Toulouse.

Jean-Pierre-Victor André (1790-1851) formó parte de una larga saga de comerciantes y maestros herreros, entre París, Alto Marne y Mosa.
Pierre-Jérome André, fallecido en 1817, fue un comerciante de hierro en París. Tuvo dos hijos: Jean-Pierre Victor André (1790-1851) que vivía en París, en el número 12 de la calle Nueva de Ménilmontant, y que trabajaba como comerciante en París, en el Quai de la Mégisserie y Pierre-Philippe André, maestro herrero residente en Morley, quien tuvo un hijo nacido en Morley, Victor-Hippolyte André (1826-1891). Este último alquiló el horno de Cousances-les-Forges en 1849, el cual compró en 1872 y le proporcionó una especialidad en fundición culinaria (ollas). 
En 1818 los dos hermanos alquilaron el horno Morley (Mosa) hasta 1855.
J.P. Victor André comenzó su carrera como contratista para el Ayuntamiento de París. Su experiencia en el sector del hierro y la fundición de hierro (también fue gerente de fundición en Thonnance-les-Joinville y Brousseval) le proporcionó experiencia en producción y un profundo conocimiento del mercado de la fundición ornamental. Rápidamente se hizo conocido por la calidad de su producción en el Alto Marne; luego, por la búsqueda de productividad que le permitía reducir los precios de sus balcones y fundición ornamental. La fábrica, creada en 1836 se diseñó para la fundición ornamental. A partir de 1827, André y Calla destacaron por su producción, como se indicaba en un informe de la Sociedad de Fomento de la Industria Nacional. :

Sin embargo, el señor André [...] sólo envió a la exposición una balaustrada para una ventana en hierro fundido de primera fusión. Esta pieza, cuyo precio era de 15 francos, mostraba los recientes progresos de las fábricas situadas en Champagne había sido realizada por las fábricas del señor André; sus bajos precios y su buena factura las hacían muy notables.

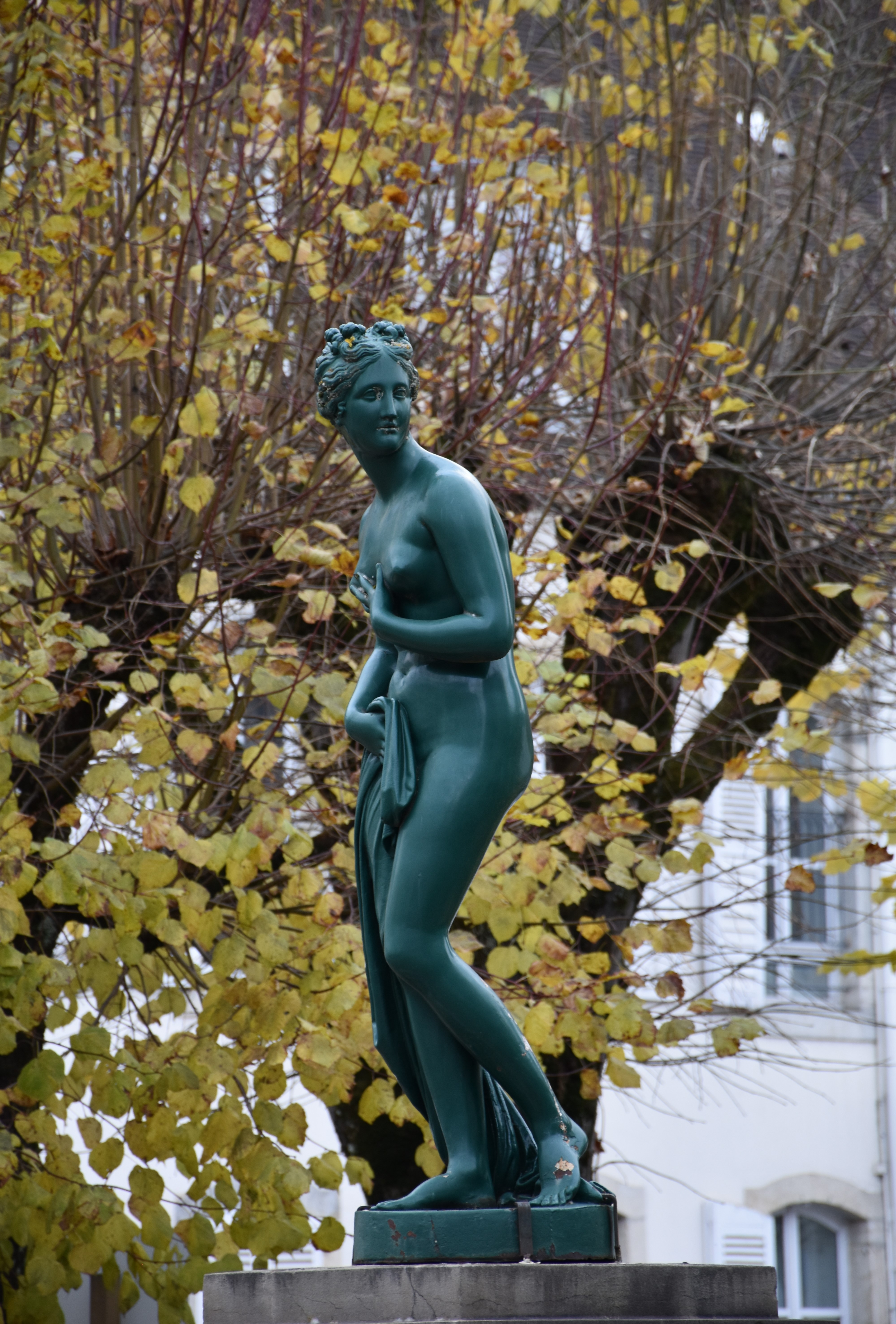
Venus según Antonio Canova (la " Venus de la esperanza ») de la fundición de arte Val d'Osne (1844), Lons-le-Saunier, plaza Bichat.

En 1839, su reputación ya estaba establecida.:{{Cita|El establecimiento del señor André es conocido desde hace mucho tiempo en el comercio: su hierro fundido es estimado por su buena factura y calidad. El señor André fue el primero en introducir la fundición en arena en el Alto Marne, en sustitución de la fundición en tierra, mucho más larga y costosa. Esta mejora pronto se extendió, lo que provocó una gran reducción del precio del hierro fundido. La fábrica de Osne-le-Val es la mayor de su género en el Alto Marne. El jurado concedió al señor André una medalla de plata.

### La época dorada
En 1849 la fundición contaba con 169 trabajadores. 
La Exposición Universal de 1851 en Londres, en el Crystal Palace, le dio reconocimiento internacional. :

El Palacio de Cristal [...] Nuestras piezas de fundición superaban a todas las demás en cuanto a la pureza de sus formas, la elegancia y claridad de sus diseños y el acabado de sus superficies al salir del molde. El señor André, de Val-d'Osne, uno de los ganadores de la gran medalla, exhibió una fuente de construcción y fundición admirables. Su caimán, su chimenea y su armadura de cama de madera estaban tan perfectamente fundidos que era difícil creer que estos objetos no habían sido retocados en lo más mínimo, sino que estaban exactamente como habían salido del molde. Su armadura de cama, en particular, despertó la admiración de los entendidos por los bajorrelieves que lo adornaban y cuya elegancia y bella apariencia daban el más honroso testimonio del talento del artista y de la habilidad y conocimientos del moldeador y fundidor.

En 1855, Gustave Barbezat adquirió la fundición, que posteriormente se convirtió en Barbezat et Cía, y al año siguiente mandó construir un segundo alto horno. La empresa se expandió. En 1860, se equipó con cinco máquinas Wilkinson.
Presente en la Exposición Universal de 1900, la fundición de arte de Val d'Osne diseñó ese mismo año, en estilos muy diferentes, los cuatro grandes conjuntos de bronce dorado del puente Alexandre III y el marco Art Nouveau diseñado por Héctor Guimard para el metro de París.

### Después de la Primera Guerra Mundial
La fundición ornamental ya no estaba de moda. La fundición de arte de Val d'Osne experimentó su última actividad importante con la producción de monumentos de guerra, y en 1921 se publicó un catálogo especial. Sin embargo, posteriormente, la fundición se inclinó cada vez más hacia la producción industrial, aunque continuó ofreciendo estatuas y fuentes. Tras sucesivos cambios, en particular, la compra por parte de su competidor, Établissements Durenne en 1931, pero que conservará el prestigioso nombre, desapareció fusionándose con la Sociedad General de Fundición y luego, en 1971, con la General de Hidráulica y Mecánica (GHM). Cesó su actividad en julio de 1986 
 

Actualmente, continúa la producción de productos del catálogo de Val d'Osne, como las fuentes Wallace, los marcos Guimard para la RATP (bocas de metro), las farolas y el mobiliario urbano.

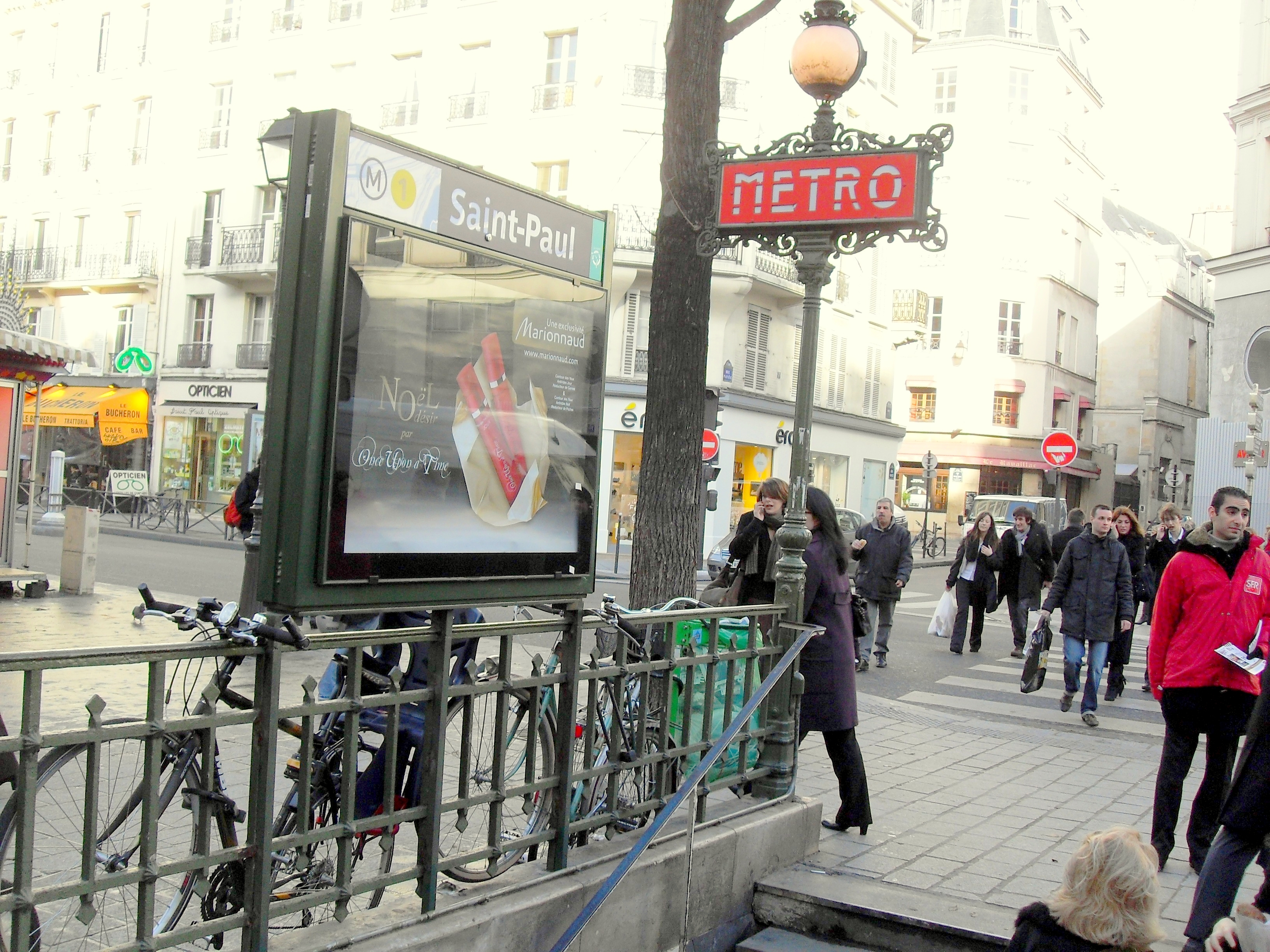
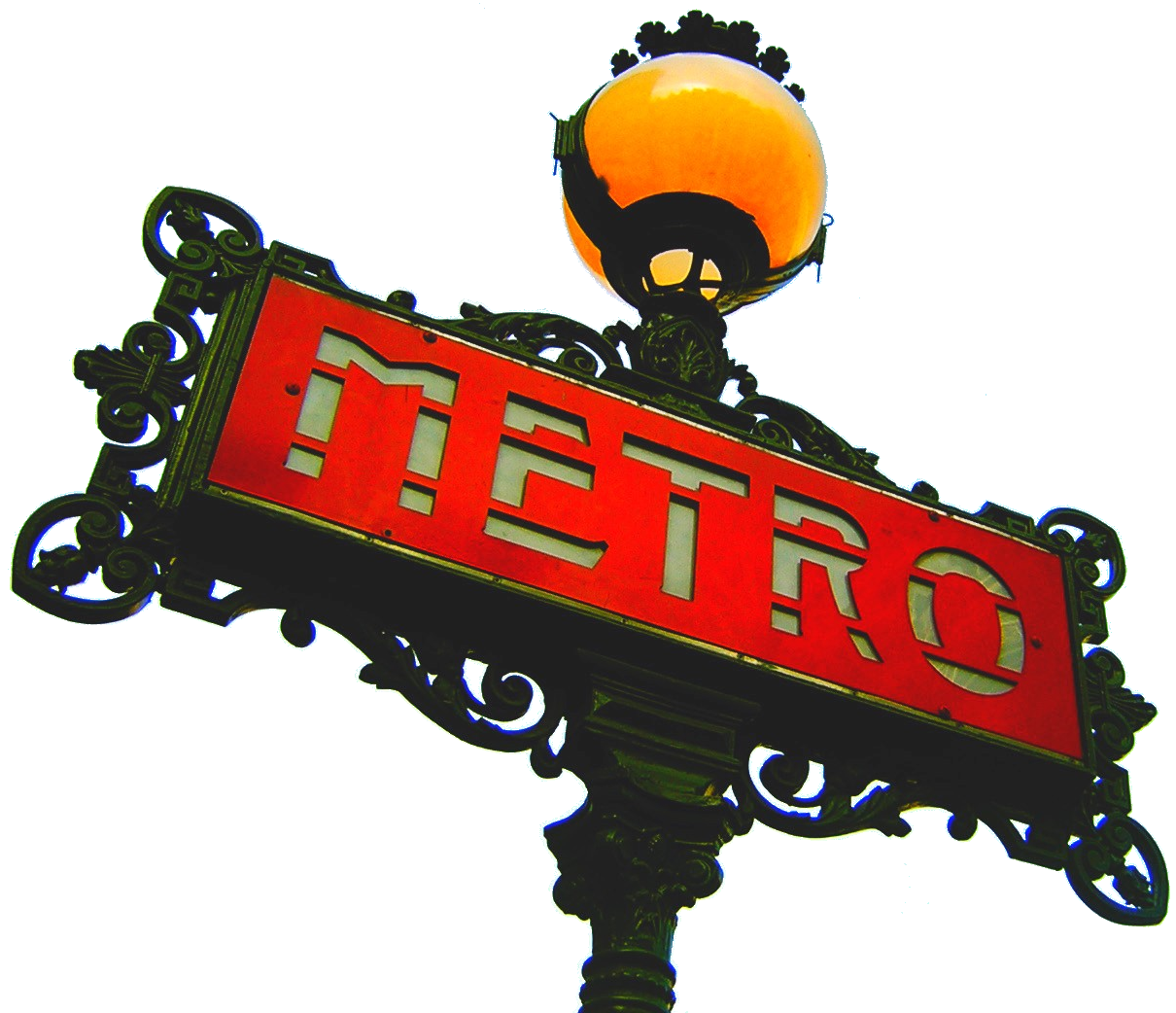
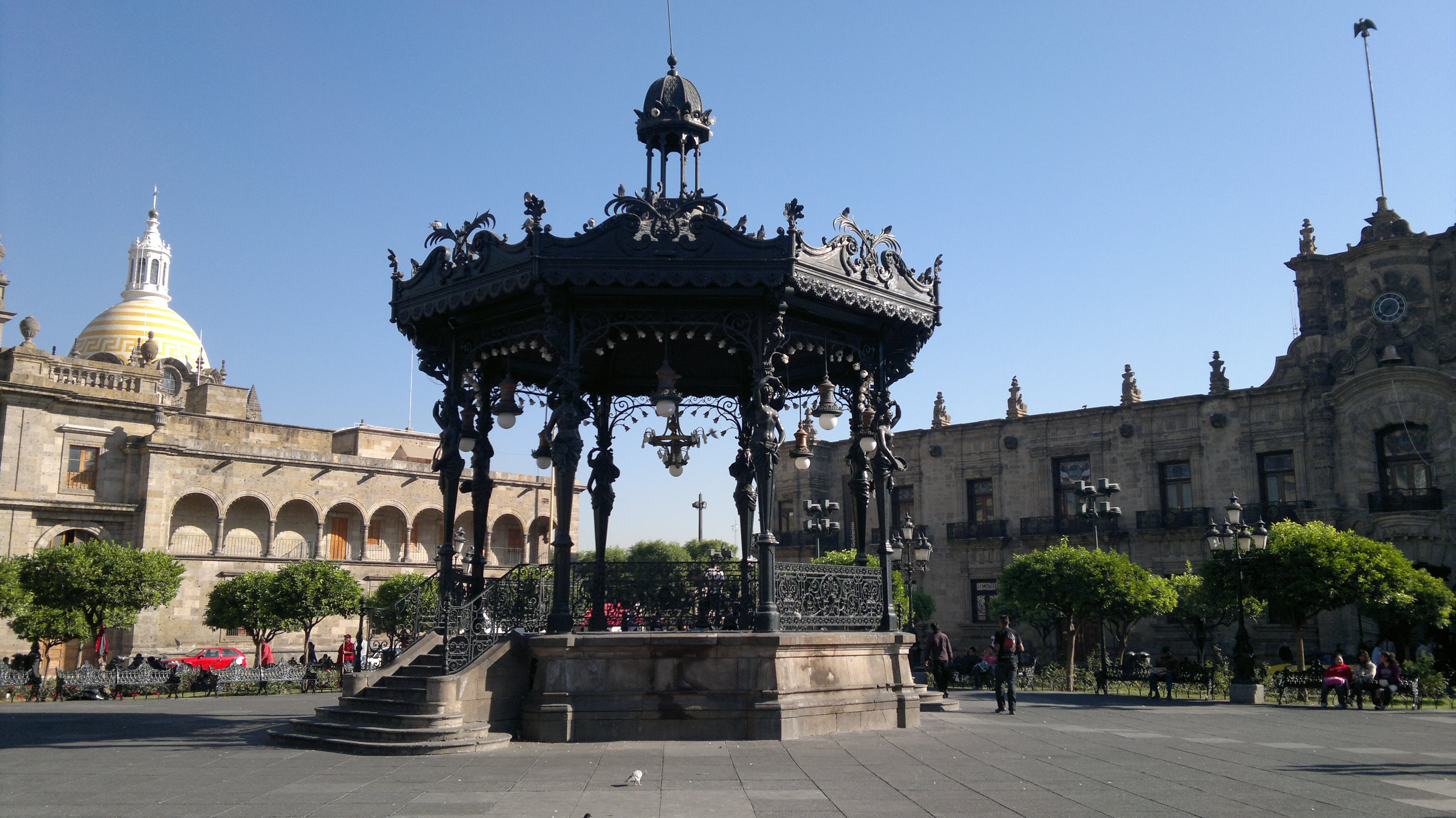
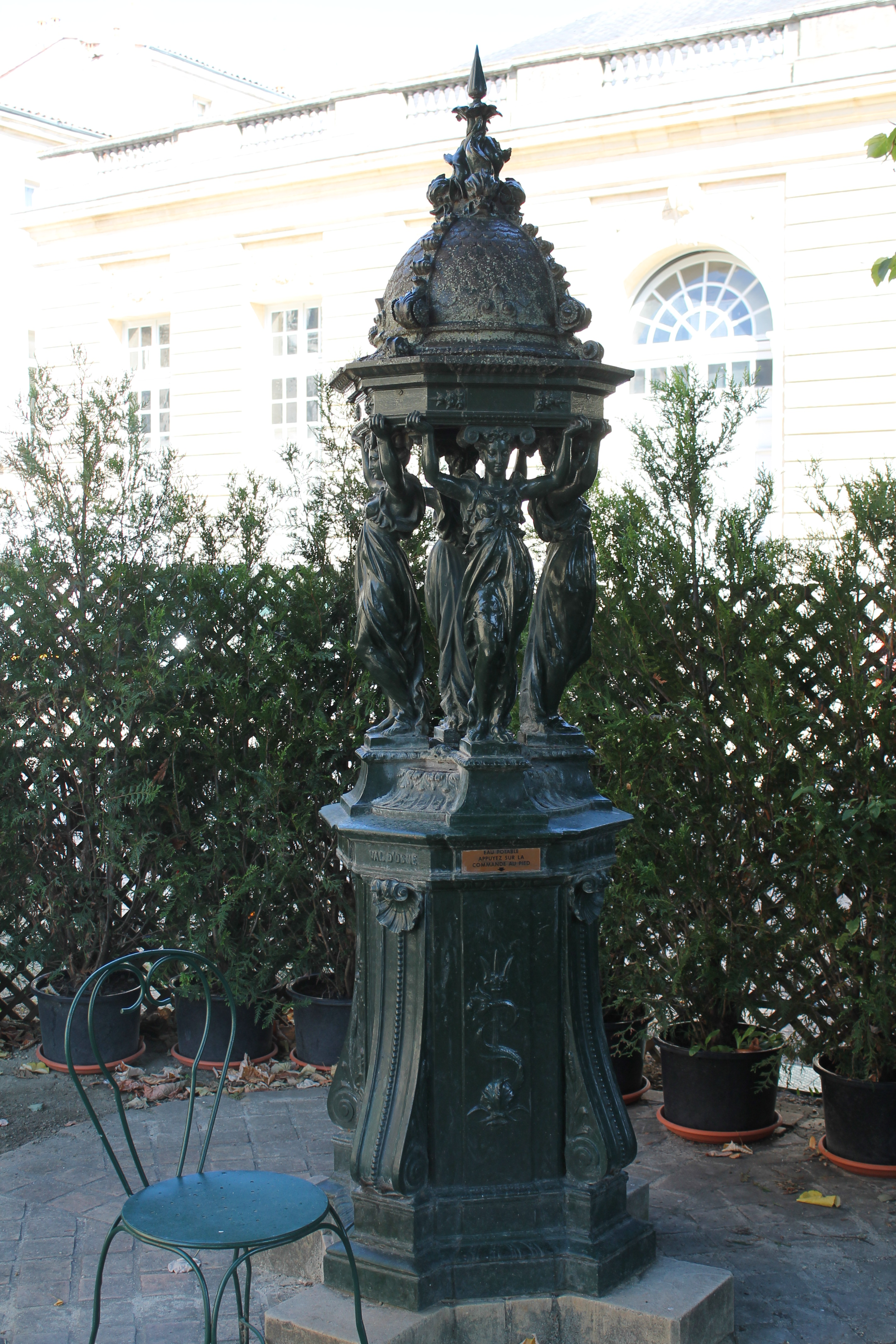
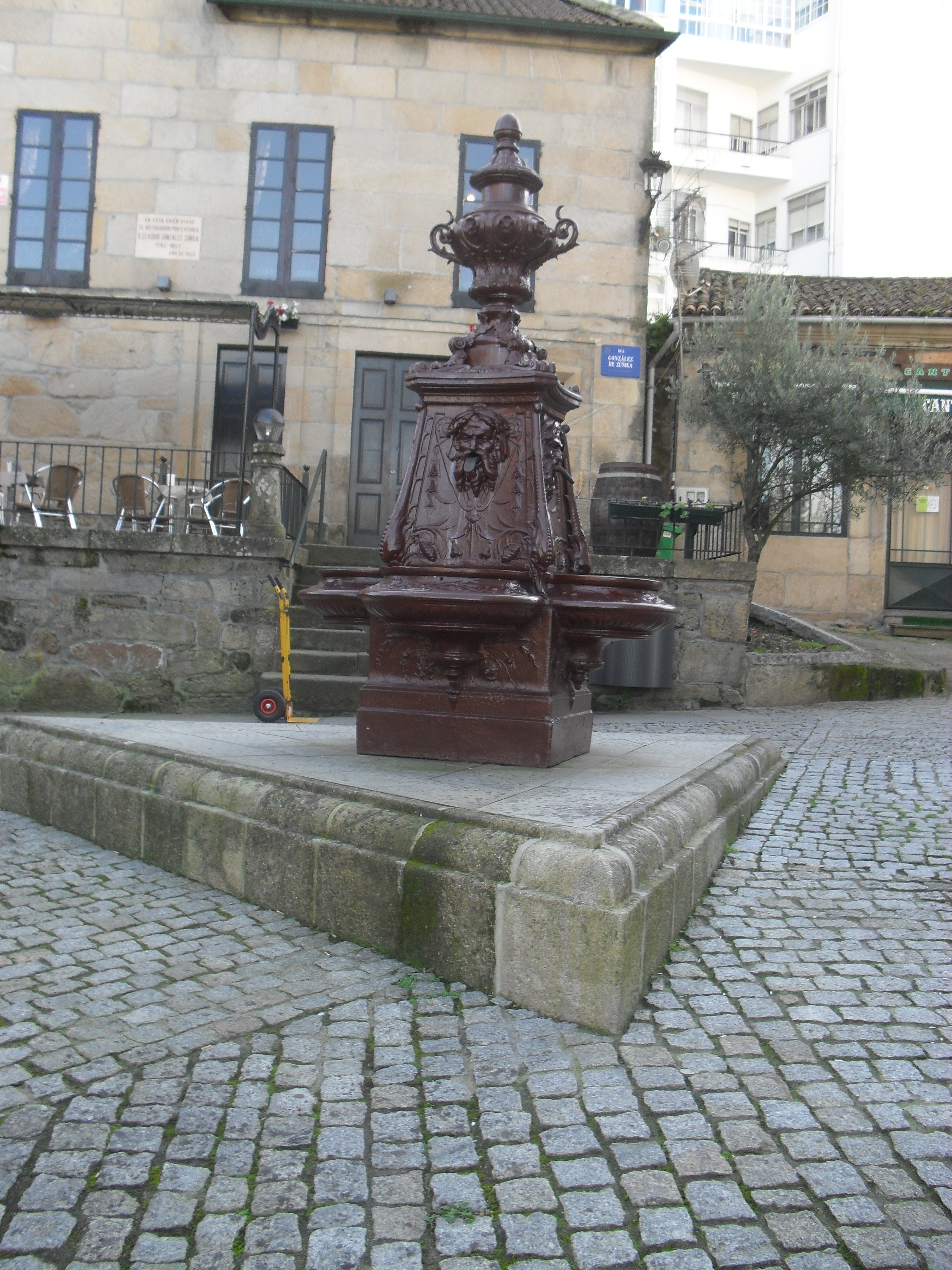

- Estación de Metro Saint Paul - Le Marais en París, adornada con un candelabro de Val d'Osne.
- Candelabro Val d'Osne.
- Quiosco en Guadalajara (México), construido en 1910, con motivo del centenario de la independencia del país.
- Fuente Wallace en Burdeos.
- Fuente de Val d'Osne en Pontevedra.

## Las instalaciones de Val d'Osne
Tras el cierre de la fábrica en 1986, las instalaciones de fundición de Osne-le-Val sufrieron daños importantes; venta a chatarreros, saqueos, destrucciones (como la calle Barbezat y sus viviendas obreras).
Se creó una asociación (los Compagnons de l'Histoire) para intentar salvar este patrimonio, la memoria de la fundición de arte.  Sus limitados recursos no permitieron detener el proceso, salvo la parte conmemorativa en torno a la historia y la difusión de las fundiciones de arte del Val d'Osne.
Las instalaciones fueron adquiridas por ANDRA en 2014 con cargo a los fondos de desarrollo local (CLIS)  vinculados a la creación del almacén de residuos radiactivos en Bure (Mosa). Las partes restantes fueron restauradas, incluido el alto horno. Con motivo de las Jornadas del Patrimonio de 2023, se pudieron visitar las instalaciones y se presentaron al público los resultados de las obras. En esta publicación, Andra escribe: El futuro uso de las instalaciones aún se está considerando. Próximamente se transferirá al municipio de Osne-le-Val, que decidirá sobre su futuro. Un museo, un lugar de encuentro, una zona de ocio... varias opciones están sobre la mesa.

## Producción de la fundición

### Equipamiento urbano, fuentes, estatuaria profana y religiosa
Los catálogos de Val d'Osne incluyen miles de páginas y, en cada una de ellas, se pueden describir e ilustrar, en ocasiones, decenas de productos. Entre los más representativos se encuentran :
- volumen n 2 : fundiciones artísticas ;
- volumen n 3 : fundiciones religiosas ;
- el volumen de 1921 : monumentos de guerra ,  .

### Escultores publicados por la fundición
- Mathurin Moreau, que fue a la vez un gran creador de estatuas muy apreciadas por la clientela y ampliamente difundidas en el mundo entero, y un pequeño accionista de la fundición, lo que demuestra el entrelazamiento del arte y la industria.
- Charles Théodore Perron, medalla de segunda clase en 1899 y mención honorífica en la Exposición Universal de 1900. Recibió una medalla de primera clase en la Exposición de 1910 .
- Charles-Henri Pourquet, autor de Résistance, una escultura para monumentos de guerra, de la que se fundieron varios cientos de copias en la fundición de Val d'Osne.[7]
- Isidore Bonheur.
- Édouard Delabrièrre.
- Juan Gautherin.
- Michel Joseph Napoleón Liénard.
- Jean-Baptiste Révillon.
- Hippolyte Heizler.[8]
- Charles du Passage.
- Louis Richomme (en religión, hermano Marie Bernard).[9]